# Burg Bierde
Die Burg Bierde war eine im 13. und 14. Jahrhundert bestehende Niederungsburg in der Allerniederung nahe dem Ort Bierde in Niedersachsen. Mit ihren ausgedehnten Wall und Grabenanlagen in Rechteckform hatte sie ein Gesamtausmaß von bis zu 250 m. Von der inneren Burganlage hat sich bis heute ein längeres, U-förmiges Wallstück von 2,5 m Höhe erhalten. Große Teile der Erdanlagen sind bei der Flurbereinigung um 1860 abgetragen worden.

## Lage
Der Burgstall befindet sich südwestlich von Bierde in der Niederung der Aller. Sie liegt am Ostufer eines früheren Altarms der Aller, aus dem sich der langgestreckte Bierder See entwickelt hat.

## Beschreibung

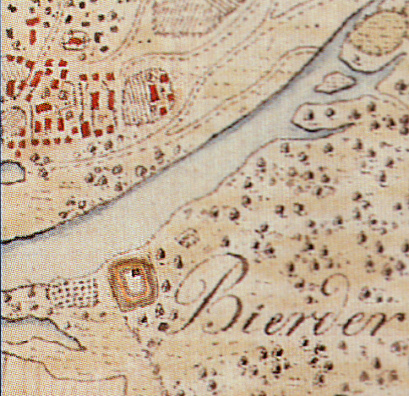
Wall (braun) der Burg Bierde auf einer Karte der Kurhannoverschen Landesaufnahme von 1779

Die Reste der Burgkerns bestehen aus einem U-förmigen Wall von etwa 15 m Breite und rund 2,5 m Höhe. Die längere Seite weist 55 m auf, die kürzeren Seiten haben eine Länge von jeweils 40 m. Ursprünglich handelte es sich um einen quadratischen Wall, der vollständig geschlossen war. Das Erdmaterial des westlichen, inneren Wallbereichs und auch das einiger Außenwälle wurde bei der Flurbereinigung um 1860 abgetragen und zum Wegebau verwendet. Weitere Wallteile wurden wahrscheinlich im Laufe der Jahrhunderte durch Hochwässer der Aller abgetragen.
Der innere Wall der Burg war außen von einer dreifachen Graben- und Wallanlage umgeben, die erhebliche Dimensionen aufwies. Das Gesamtausmaß der Außenwälle wird auf 80 m Tiefe geschätzt. Heute sind die Senken der früheren Gräben zwischen 7 und 30 m breit, die Wälle etwa 10 m. Die Gräben sind mittlerweile weitgehend verlandet. Die Wälle haben sich in einer Höhe von etwa 1 m erhalten.
Auf der Karte der Kurhannoverschen Landesaufnahme von 1779 ist die Burgstelle als quadratischer Wall mit abgerundeten Ecken eingezeichnet worden. Die Flurbereinigungskarte aus der Mitte des 19. Jahrhunderts zeigt den inneren Wall ebenfalls im vollständigen Zustand. Auf der jüngeren Karte ist im Nordosten ein Flurstück eingetragen, das Burggarten genannt wird. Das gesamte Gelände war zu dieser Zeit ein Weidegrundstück. In den Flurbereinigungsakten von 1858 findet sich der Hinweis, dass das Gelände 5 Wälle aufweist und wegen grabenartigen, versumpften Senken wenig nutzbar ist. 1860 erwähnen die Akten, dass dreiviertel des Erdreichs der Burgwälle abgetragen worden ist. Es sei zum Bau eines Dammes durch den Bierder See verwendet worden, der einer Wegeverbindung zwischen Bierde und Eilte diente.

## Geschichte
Die Entstehungszeit der Bierder Burg wird um 1250 vermutet als der Ort Bierede bereits seit langem bestand. Die damaligen territorialen Gegebenheiten lassen darauf schließen, das die Burg von den Herzögen von Braunschweig-Lüneburg als westliche Grenzbefestigung gegenüber ihren adligen Nachbarn, wie den Grafen von Wölpe, den Bischöfen von Minden in Ahlden (Aller) und den Herren von Hodenberg, erschaffen wurde. Urkundlich belegt ist, dass Herzog Albrecht der Große 1267 Conrad von Heymwide im Ort Bierde als Vogt eingesetzt hat. 1282 residierten die Lüneburger Burgmannen Alberich und Gebhard von Schucke in Bierde. Mit der Übernahme der Grafschaft Wölpe durch die Welfen 1302 verlor Bierde seine Bedeutung. Zwischen 1330 und 1370 treten die Familien von Schleppegrell, von dem Broke, Haverber, von Honstedt und von Ride als Lehnsbesitzer in Bierde auf. Gleichzeitig dürften sie die letzten Burgmannen gewesen sein. Um 1350 wurde der Sitz der Vogtei von Bierde in die Burg Rethem verlagert. 1371 bekamen die Herren von Fulde die Güter, die mit der Burg Bierde verbunden waren. Sie hielten die Güter bis zum Erlöschen ihrer Linie 1798 in Händen.

## Archäologische Untersuchungen
Um das Jahr 2003 wurde eine Magnetometerbegehung durchgeführt. Dabei wurden im Erdboden Strukturen der Wall-Grabenanlage erkennbar. Rechteckige Strukturen ließen auf Gebäudefundamente schließen.
Frühe Hinweise auf eine Bebauung des Burginneren ergaben sich durch 1886 vorgenommene Aufzeichnungen in der Schulchronik von Bierde. Danach hat ein Lehrer an der Burgstelle eine Stelle mit Asche und angekohlte Ziegelsteine gefunden. Auch wurden in dieser Zeit beim Pflügen Holz- und Steinreste sowie Erdverfärbungen festgestellt. Später wurden bei Geländebegehungen Scherben- und Eisenreste gefunden.

## Ähnliche Befestigungsanlagen der näheren Umgebung
In der Niederung der Aller gab es in der näheren Umgebung eine Reihe weiterer mittelalterlicher Burgen, zum Teil ähnlicher Bauart, die im Abstand von nur wenigen Kilometern bestanden. Dazu gehören Befestigungsanlagen in Ahlden (Aller) (Bunkenburg), Essel (Burg Blankenburg), Hodenhagen (Burg Hodenhagen), Rethem (Aller) (Burg Rethem), Grethem (Burg Blankenhagen).
Die Burg Bierde gehört zu den ehemaligen Burgen, die beim Projekt Burgenlandschaft Aller-Leine-Tal (B.A.L.T.) zwischen 2003 und 2005 näher untersucht wurden. Das Projekt wurde unter anderem vom europäischen Förderprogramm LEADER+ unterstützt, da sich die Burganlage in der Region Aller-Leine-Tal befindet.